# Пиндское княжество
Пиндское княжество — марионеточное автономное аромунское государство, существовавшее во время Второй мировой войны под совместным управлением Итальянского королевства и Болгарского царства. Располагалось в горном массиве Пинд, включая в себя фрагменты Эпира, Фессалии и небольшую часть Западной Македонии.

## Правители
- 1941—1942 — Князь Алкивиад I (Алкивиадис Диаманди[англ.])
- 1942—1943 — Князь Николай I (Николас Матусси[англ.])

## История

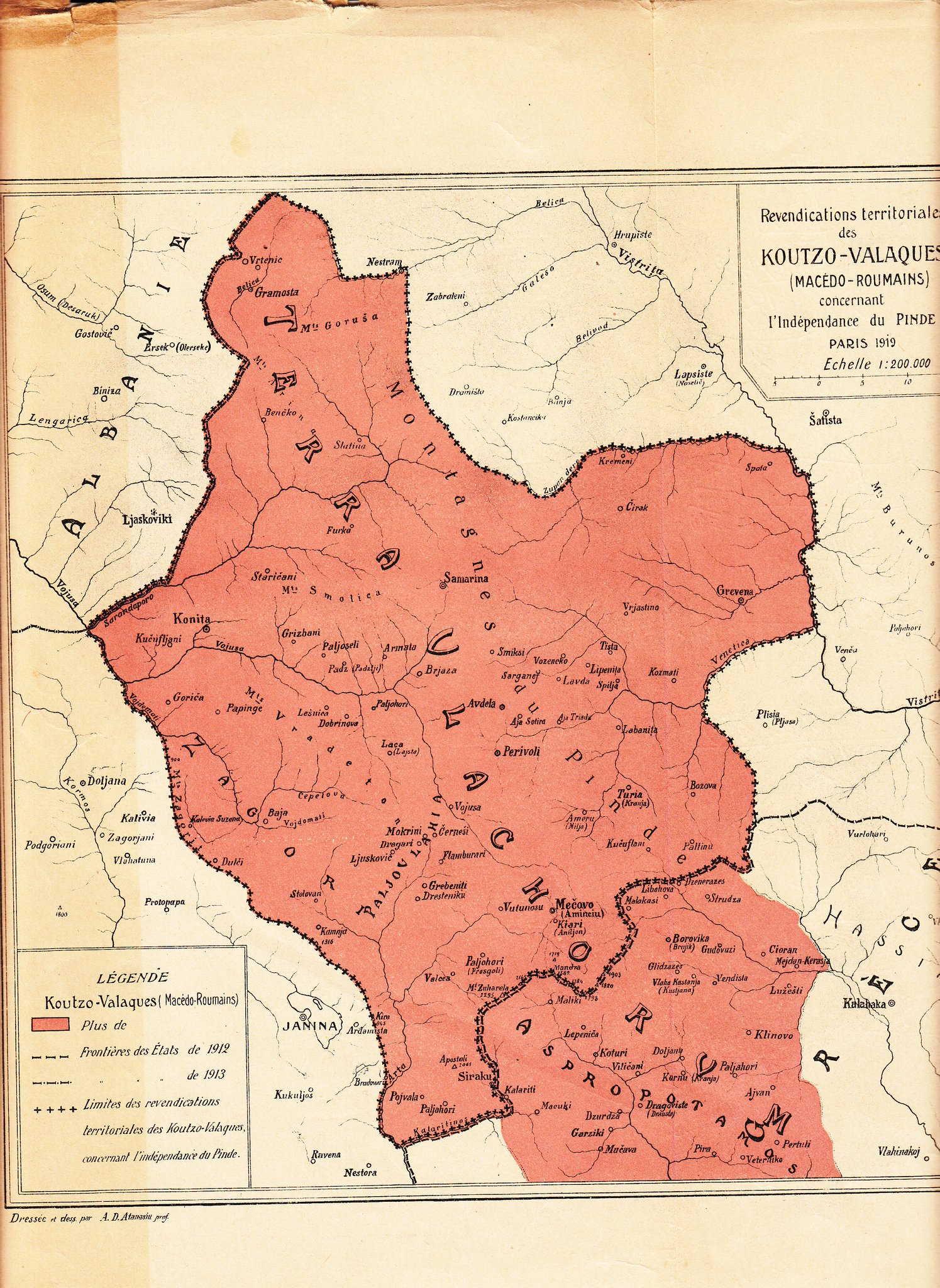
Представленный на Парижской мирной конференции 1919 г. проект автономной области Пинд

Первая попытка создать подобный автономный кантон под защитой Италии была предпринята ещё во время Первой мировой войны в июле и августе 1917 года, от валахского населения села Самарина и других сёл Пинда в горах Северной Греции, в течение короткого периода оккупации Италией района Эпира близ Гирокастра. Попытка не увенчалась успехом, и официально такое княжество тогда так и не было создано. Заявление это было сделано после вхождения итальянских войск в Самарину. После отхода итальянцев из районов оккупации, через несколько дней туда вошли греческие войска, не встретив никакого сопротивления от какой-либо из сторон.
С тех пор не было никаких упоминаний о подобном образовании до 1941—1942 годов, когда во время Второй мировой войны территория Греции была оккупирована Италией, Германией и Болгарией. К тому времени Алкивиад Диаманди (валах, проживавший в Самарине), который также принимал участие в событиях 1917 года, стал активистом организации, называемой в более поздней литературе как «Римский легион». Усилиями деятельности «Римского легиона» в районах Фессалии, Эпира и Западной Македонии, было решено создать независимое государственное образование под названием «Княжество пиндов» (или «Независимое государство пиндов»).
Глава аромунской сепаратистской организации «Римский легион» Алкивиадис Диаманди стал  первым официально провозглашённым князем государства. В 1942 году он покинул княжество и нашёл убежище в Румынии, его преемником стал Николас Матуси.
В реальности, «Римский легион» никогда не смог утвердиться ни над валахами (которых он якобы представлял), ни над местным населением, до своего фактического расформирования в 1943 году из-за возросшей активности греческих партизан и итальянской капитуляции, когда остался без какой-либо реальной поддержки со стороны немецкого командования.